# Jean-Baptiste Dureau de La Malle
Pour les articles homonymes, voir Dureau et Malle.
Jean-Baptiste Joseph René Dureau de la Malle, né à Ouanaminthe (Saint-Domingue) le 21 novembre 1742, mort le 19 septembre 1807 au domaine de Landres à Mauves-sur-Huisne (Orne), est un littérateur français, traducteur de Tacite, Salluste et Tite-Live et un député.

## Biographie
Fils de Laurent Dureau, capitaine de cavalerie au Fort Dauphin et habitant de Ouanaminthe (Saint Domingue), et d'Elisabeth Sauvage, il épouse Elisabeth-Renée Maignon, née aussi à Saint-Domingue.
En 1783, il est écuyer secrétaire du roi quand il assiste au mariage de sa nièce Marie Joséphine Catherine Collet, fille d'Elisabeth Dureau et de Claude Collet, conseiller honoraire du conseil supérieur au Cap Français, avec le comte Alexandre de Damas.

## Un homme de lettres
Il vient étudier à Paris. Possesseur d'une brillante fortune, il se consacre tout entier aux lettres et fait de sa maison le rendez-vous des écrivains les plus distingués.
Il débute par la traduction des Bienfaits de Sénèque en 1776. Il donna en 1793 une traduction de Tacite, qui fit sa réputation (réimprimée en 1808 et 1816), et laissa une traduction de Salluste, qui parut en 1808.
Il avait entrepris la traduction de Tite-Live : cette traduction complétée par son fils et par M. Noël, a été publiée de 1810 à 1815 en 15 volumes in-8. Sa traduction de Tacite a passé selon le Dictionnaire Bouillet pour la meilleure jusqu'à la publication de celle de Jean Louis Burnouf.
Dureau de la Malle est nommé membre du Corps législatif en 1802.
Il est nommé membre de l'Académie française le 3 octobre 1804.
Dureau de la Malle meurt le 19 septembre 1807. Probablement enterré dans un premier temps au cimetière du Père-Lachaise (bosquet Delille, division 11),, sa dépouille est ensuite déplacée au cimetière de Mauves-sur-Huisne.
Son fils est Adolphe Dureau de la Malle.

## Pour approfondir